# Joey (Fernsehserie)
Joey ist ein Ableger der erfolgreichen US-amerikanischen Sitcom Friends. Sie wurde in den USA ab dem 9. September 2004 vom Fernsehsender NBC ausgestrahlt. Die erste Staffel endete in den USA am 12. Mai 2005, eine zweite Staffel begann in den USA am 22. September 2005. Aufgrund des mäßigen Erfolges setzte NBC die Serie im Dezember vorerst ab, den Sendeplatz von Joey erhielt die neue Sitcom My Name Is Earl. NBC zeigte die vorerst letzte Episode von Joey am 7. März 2006 und nahm sie daraufhin aufgrund der niedrigen Einschaltquoten aus dem Programm. Von den 22 Episoden der zweiten Staffel wurden acht nicht ausgestrahlt. Ob es in den USA zu deren Ausstrahlung kommen wird, ist ungewiss. In Österreich startete die Serie am 4. September 2006 auf ATV. In Deutschland wurde die Serie erstmals am 2. Februar 2008 auf ProSieben ausgestrahlt.

## Übersicht
Nachdem seine Freunde geheiratet haben und auseinandergezogen sind, zieht Joey Tribbiani von New York nach Los Angeles um. Dort will er seine Schauspielkarriere vorantreiben. Er zieht mit seinem Neffen Michael zusammen, was Michaels Mutter Gina, Joeys Schwester, anfangs nicht so ganz gefällt. Komplettiert wird das Trio von Joeys Nachbarin, der verheirateten Anwältin Alex, und Joeys Agentin Bobbie.
Joey bleibt in der neuen Umgebung derselbe liebenswerte Frauenschwarm, der nicht immer die schnellste Auffassungsgabe hat. Seine Schwester Gina ist ähnlich simpel gestrickt, hat einen etwas raueren Umgangston, kleidet sich gern provokativ und billig, und kommt nicht zuletzt deswegen genauso gut beim anderen Geschlecht an wie ihr Bruder. Gina bekam ihren Sohn Michael im Alter von 16 Jahren und hat ihn allein aufgezogen. Er ist das Gegenstück seiner Verwandten, ein hochintelligenter College-Student, der aber etwas scheu und ungelenk im Umgang mit anderen Menschen ist. Das schließt insbesondere Frauen ein, an denen er interessiert ist. Nachbarin Alex ist eine fähige Anwältin, wenn auch etwas unsicher im persönlichen Umgang, und lässt sich insbesondere von Gina schnell einschüchtern. Da Alex’ Ehemann meist verreist ist, verbringt sie viel Zeit mit den dreien. Agentin Bobbie ist Joeys New Yorker Agentin Estelle sehr ähnlich. (Diese „verstarb“ in der zehnten Staffel von Friends.)
Kritiker bewerten die Serie im Allgemeinen als ordentliche, wenn auch nicht überragende Fortsetzung der immens erfolgreichen Serie Friends. Die Quoten sind nach anfänglichen Spitzen eher mittelmäßig. Der Sender NBC hat damit sein Ziel, den nach zehn Staffeln verwaisten Sendeplatz von Friends mit einem Spin-off attraktiv zu halten, nur teilweise erreicht. Die Serie hatte bereits mit einer Reihe prominenter Schauspieler in Gastrollen aufwarten können. Von den fünf anderen Hauptdarstellern von Friends war allerdings niemand dabei. Immerhin führte David Schwimmer (Friends’ Ross Geller) bei zwei Episoden (5 und 13) Regie. Zu Gastauftritten von Joeys Freunden aus Friends kam es nicht, da sich die Serie vorher erst vollständig etablieren sollte.

## Synchronisation
Die deutsche Synchronisation übernahm die Tele München Gruppe. Die Dialogregie führte Marc Boettcher.
Obwohl es sich bei Joey um ein Spin-off von Friends handelt, erhielt Matt LeBlanc für diese Serie mit Olaf Reichmann statt Roland Frey einen neuen Synchronsprecher.

## Gaststars
| Name            | in Folge                                                                                                  | Rolle                 |
| --------------- | --- | --------------------- |
| Carmen Electra  | 1x22 – Heiße Versuchung 2x15 – Vater und Sohn                                                             | Carmen Electra        |
| Jay Leno        | 1x16 – Joeys großer Auftritt                                                                              | Jay Leno              |
| Bob Saget       | 1x11 – Der Schönheitswettbewerb                                                                           | Bob Saget             |
| Lucy Liu        | 1x12 – Joey darf nicht sterben 1x13 – Der Lasagnetest 1x14 – Die Premierenfeier                           | Lauren Beck           |
| Kelly Preston   | 1x08 – Die Traumfrau, Teil 1 1x09 – Die Traumfrau, Teil 2                                                 | Donna DiGregorio      |
| Christina Ricci | 1x19 – Joeys beste Schwester                                                                              | Mary Teresa Tribbiani |
| Brent Spiner    | 1x14 – Die Premierenfeier                                                                                 | Brent Spiner          |
| Kevin Smith     | 2x02 – Bitteres Ende, Teil 2                                                                              | Kevin Smith           |
| Ellen DeGeneres | 2x08 – Das Sexvideo                                                                                       | Ellen DeGeneres       |
| Simon Helberg   | 1x03 – Joey und die Party 1x15 – Der neue Assistent 2x17 – Das große Feuer 2x22 – Das flüchtige Brautpaar | Seth                  |